# Guillem V d'Orange-Nassau
Guillem V d'Orange-Nassau també conegut com a Guillem V Batava (La Haia, 8 de març de 1748 - Brunsvic, 9 d'abril de 1806), va ser fill de Guillem IV d'Orange-Nassau i d'Anna de Gran Bretanya (filla de Jordi II). Príncep d'Orange, Duc de Nassau-Dietz i Estatúder de les Províncies Unides (1751 - 1795).

## Biografia
Guillem V va néixer a la Haia. El 22 d'octubre de 1751, Guillem IV va morir, sent succeït pel seu fill Guillem de tot just 3 anys, amb el nom de Guillem V. Els seus regents van ser: 
- La princesa Anna de Gran Bretanya, la seva mare, des de 1751 fins a 1759.
- Maria Lluïsa de Hessen-Kassel, la seva àvia, des de 1759 fins a la seva mort el 1765.
- Lluís Ernest de Brunsvic-Lüneburg, des de 1759 a 1766, que posteriorment es convertiria en el seu conseller privat.
- Carolina d'Orange-Nassau, la seva germana gran, que va governar des de 1765 fins que Guillem va assolir la majoria d'edat el 1766.

Guillem va ser el 568e Cavaller de l'Orde de la Lligacama el 1752. Asumió la posición de estatúder -cap ejecutiu i comandant militar- el 1766. A l'octubre de 1767 el príncep Guillem es va casar amb la princesa Frederica Guillemina de Prússia, germana del rei Frederic Guillem II de Prússia. En un principi, es va mostrar com un líder prudent i capaç, però amb el transcurs del temps el seu govern es va tornar tirànic i impredictible.
Va mantenir la neutralitat de les Províncies Unides durant la Guerra de la Independència dels Estats Units, liderant la facció probritànica del govern holandès i bloquejant els intents de la facció pro-revolucionaria i posteriorment profrancesa, de portar al govern a declarar la guerra a Gran Bretanya. Tanmateix, no va poder evitar les hostilitats entre neerlandesos i britànics quan l'intent de les Províncies Unides d'unir-se a la Lliga de la Neutralitat Armada -dirigida per Rússia- va provocar l'esclat de la quarta guerra Anglo-Holandesa el 1780. Les Províncies Unides no van reconèixer la independència dels Estats Units fins al 1782, després d'un intens debat polític i esforç diplomàtic de francesos i nord-americans.
Després de quatre anys, la guerra va acabar amb la derrota holandesa i el país havia resultat empobrit. Un grup de joves revolucionaris nomenats «facció dels patriotes» va desafiar l'autoritat de Guillem V. Davant els tumults, Guillem va decidir retirar la seva cort al Comtat de Gueldre, una província allunyada del centre polític, però no va dur a terme accions decisives contra els seus adversaris, malgrat les advertències de la seva enèrgica esposa Guillemina, que pretenia viatjar a la Haia i restablir l'ordre. Guillemina va ser detinguda pels patriotes i obligada a tornar a Gueldre amb el seu espòs.
Per a Guillemina i el seu germà Frederic Guillem II de Prússia aquesta acció dels revolucionaris neerlandesos va constituir un insult. Frederic va Invasió prussiana d'Holandaenviar un exèrcit prussià per atacar els dissidents. Els patriotes neerlandesos van fugir a França, arribant durant la caiguda del rei Lluís XVI de França i l'ascens del «poder del poble»". Davant la Revolució francesa Guillem V es va mostrar hostil i es va aliar amb la resta dels monarquies europees per aturar els revolucionaris.
L'any 1795 va ser desastrós per als estatúders de les Províncies Unides. Recolzats per l'exèrcit francès, els «patriotes» holandesos van regressar des de París per estendre la revolució. Derrotades les tropes lleials a l'estatúder a l'actual Bèlgica, el seu país va patir la consegüent invasió francesa. Al no poder repel·lir la invasió va fugir el 12 de gener de 1795 a Anglaterra. En el seu país es va establir, sota protecció francesa, la República Batava. Va donar instruccions perquè les colònies neerlandeses fossin cedides als britànics i no caiguessin en mans franceses. L'últim dels estatúders neerlandesos va morir a l'exili a Brunsvic, actualment a Alemanya. El seu cos va ser traslladat a la cripta de la família reial a l'Església nova de Delft el 29 abril de 1958.
L'asny 1813 el seu fill Guillem I dels Països Baixos va regressar a les Províncies Unides tornant a la Casa d'Orange-Nassau al poder i amb el temps assumint el títol de rei. Malgrat tot, el primer monarca de facto dels Països Baixos va ser Louis Bonaparte (1778-1846).

## Descendència
Guillem V i Guillemina de Prússia van ser pares de cinc fills: 
- Un fill sense nom (23 a 24 de març, 1769).
- Lluïsa Guillemina (1770 - 1819), es va casar a la Haia el 1790 amb Karl, Príncep Hereu de Braunschweig (1766 - 1806).
- Un fill sense nom (nascut i mort el 6 d'agost de 1771).
- Guillem I, rei dels Països Baixos (1772 - 1843) casat amb Guillemina de Prússia.
- Frederic, príncep d'Orange-Nassau (1774 - 1799), solter i sense descendència legítima.